# Rocky Gray
William „Rocky“ Gray (* 2. Juli 1974 in Jacksonville, Arkansas) ist ein US-amerikanischer Musiker. Er ist Schlagzeuger der Heavy-Metal-Band Machina und Gitarrist bei Living Sacrifice. Erfolgreich wurde er ursprünglich durch die Multi-Platinum-Band Evanescence, die er im Mai 2007 ohne Angabe von Gründen verlassen musste.

## Biographie
Gray ist mit Renee Gray verheiratet. Zusammen haben sie zwei Kinder, Abraham und Madison, und leben in Little Rock, Arkansas.
Er spielte bei
- Shredded Corpse – Gesang, Gitarre, Keyboard (1991–1998)
- Sickshine – Schlagzeug (1993–95)
- PainGod (später: Flesh Compressor) (1994–1995)
- Seminal Death – Gesang, Gitarre (1995)
- Living Sacrifice – Lead-Gitarre, Gesang (1999–2003, 2005-heute)
- Thy Pain – Gitarre, Gesang (2002)
- Kill System – Gitarre (2002–2003)
- The Burning – Gitarre (2005–2006)
- 3 For Sorrow – Schlagzeug, Bass, Gitarre (2005–2006)
- Evanescence – Schlagzeug (2002–2007)

Rocky ist Endorser für folgende Firmen: ddrum, Sabian Cymbals, Vater Percussion, Evans Drumheads, Schecter Guitars und Basson Sound Equipment, weiterhin für Diablo Wheels und Fright-Rags Clothing.
Rocky Gray schrieb u. a. das Lied Tourniquet, welches noch heute von seiner ehemaligen Band Evanescence gespielt wird.

## Stil
Rocky Gray zeichnet sich besonders durch sein Wechselspiel von ruhigen und schnellen Passagen aus. Er beherrscht das klassische Schlagzeug-Spiel ebenso wie eine Technik, die er über die Jahre selbst entwickelt hat. Diese ist bei näherem Hinsehen von anderen Drummern deutlich zu unterscheiden.
Bei seinen Drumsets kombiniert er gerne akustische sowie E-Drums. Er bevorzugt hier den japanischen Hersteller Roland, an den er jedoch nicht vertraglich gebunden ist.
Eine weitere Besonderheit ist die Benutzung von Grip-Tape, das einen sicheren Halt der Drumsticks auch bei seiner leichten Spielweise ermöglicht. Viele Schlagzeuger empfinden dies als störend.
Bei Evanescence, einer melodischen Rock-Band, stach er durch seine spontanen Double-Bass-Einsätze hervor, die seitdem als sein Markenzeichen gelten.

## Projekte
- Soul Embraced – Gitarre, Gesang (1997-heute)
- Mourningside – Schlagzeug (2004-heute)
- Machina (ehem. Future Leaders of the World) – Schlagzeug (2005-heute)
- Fatal Thirteen – Gitarre (2006-heute)